# Northfield (Wisconsin)
Northfield es un pueblo ubicado en el condado de Jackson en el estado estadounidense de Wisconsin. En el Censo de 2010 tenía una población de 639 habitantes y una densidad poblacional de 6,85 personas por km².

## Geografía
Northfield se encuentra ubicado en las coordenadas 44°28′8″N 91°6′51″O / 44.46889, -91.11417. Según la Oficina del Censo de los Estados Unidos, Northfield tiene una superficie total de 93.23 km², de la cual 93.18 km² corresponden a tierra firme y (0.06%) 0.05 km² es agua.

## Demografía
Según el censo de 2010, había 639 personas residiendo en Northfield. La densidad de población era de 6,85 hab./km². De los 639 habitantes, Northfield estaba compuesto por el 96.71% blancos, el 0.16% eran afroamericanos, el 0% eran amerindios, el 0.63% eran asiáticos, el 0.16% eran isleños del Pacífico, el 0.63% eran de otras razas y el 1.72% pertenecían a dos o más razas. Del total de la población el 1.1% eran hispanos o latinos de cualquier raza.